# Улястай
Уля̀стай (на монголски: Улиастай) е град в Монголия, административен център на аймака Завхан и негов сум (подразделение).

## География и климат
Разположен е в западната част на страната, на 1115 км западно от столицата на страната Улан Батор. Климатът в Улястай е полупустинен с дълги, сухи и много студени зими и кратки, топли лета.
Уля̀стай има население от 16 265 души (по приблизителна оценка от края на 2017 г.).

## Транспорт
До началото на 20 век Улястай е важен център на керванния транспорт. Градът е бил свързан чрез камилски керванни маршрути с Урга (днешния Улан Батор) на изток, с Кновд на запад, с Баркол и други места от автономен район Синдзян, Китай на югозапад и с Хоххот на югоизток.
Старото летище на Улястай разполага с 2 неасфалтирани писти и е разположено близо до града. От 2002 г. летището Доной с неасфалтирана писта, разположено на около 25 км западно от града, обслужва с редовни полети от и до Улан Батор.